# Ли, Томико
Томи́ко О́хи Ли (англ. Tomiko Okhee Lee, кор. 이옥희; Южная Корея) — американская актриса

 и кинопродюсер южнокорейского происхождения.

## Биография и карьера
Томико Охи Ли родилась в Южной Корее, но в восемнадцатилетнем возрасте эмигрировала в США. Тремя годами позже переехала на Гавайи.
В 1993 году Томико дебютировала в кино в небольшой роли хозяйки в эпизоде «Волосы сегодня, ушли в Мауи» драматического телесериала «Рай Бирдсов».
В 2002 году Томико сыграла роль Мамасан в фильме «Мыльная девчонка», а также дебютировала в качестве продюсера в этой картине. В 2005 году Ли спродюсировала свой второй фильм «Последний вечер», в котором также сыграла небольшую роль гадалки.
В 2005—2006 годы Томико появилась в двух эпизодах («…И найдено» и «Стеклянная балерина») мистического телесериала «Остаться в живых» в роли миссис Ли. Её героиня была владелицей сети отелей в Южной Корее и матерью Джея Ли (Тони Ли), которого пыталась женить на Квон Сун Хва (Ким Юнджин).
В 2009 и 2013] годах Томико спродюсировала документальные фильмы «Возвращение в Гаитян-стрит» и «Невинность оставлена: уличные дети Гаити», соответственно, за последний из которых получила премию Благотворительного кинофестиваля Монако в номинации «За человеческие интересы».
В 2011 году Томико сыграла роль миссис Такитори в фильме «Узлы». Также Ли появилась в эпизодах детективных телесериалов «Гавайи 5.0» и «Частный детектив Магнум».
Томико является сооснователем продюсерской компании «Leap Frog Productions».

## Избранная фильмография
| Год       |   | Русское название | Оригинальное название | Роль      |
| --------- | - | ---------------- | --------------------- | --------- |
| 2005—2006 | с | Остаться в живых | Lost                  | миссис Ли |